# مارک ایتون
مارک ایتون (به انگلیسی: MarkE. Eaton) (زادهٔ ۲۴ ژانویهٔ ۱۹۵۷ – درگذشتهٔ ۲۸ مهٔ ۲۰۲۱) بازیکن بازنشستهٔ بسکتبال آمریکا با ۵۵ سال سن و عضو تیم یوتا جاز از سال۱۹۸۲ الی ۱۹۹۴ که با ملیتی آمریکائی و قدی معادل ۲ مترو ۲۴ سانتی متر و وزن ۱۳۲کیلوگرم یکی از آسمانخراش‌های دوران نه چندان دور بسکتبال حرفه‌ای است.۲ بار جایزهٔ بهترین بازیکن دفاعی را درسالهای ۱۹۸۵ و ۸۹ دریافت کرده‌است. یک بار در ترکیب تیم آل استار حضور یافته‌است. قد ۲مترو ۲۴ سانتی متری وی به او این مزیت را داد که جزءیکی از بهترین بازیکنان دفاعی تاریخ بسکتبال و ان بی ای (به انگلیسی: NBA) باشد. وی با ۴۵۶ بلاک شات در یک فصل و میانگین ۳٫۵۰ بلاک درهر بازی رکورد دار ان بی ای دراین زمینه بود.

## کالج
مارک در جنوب کالیفرنیا بزرگ شد و به خاطر وضعیت جسمی مناسبش در دوران جوانی به ورزش واتر پل و علاقه زیادی نشان داد و بسکتبال در رتبهٔ دوم قرار داشت. بعد از فارغ التحصیل شدن از دبیرستان وست مینیستر به انیستیتو مکانیک شهر فینیکس رفته و مشغول به کارشد. وی به مدت ۳ سال تعمیر کار اتومبیل بود وی هنگام تعمیر یکی از ماشین‌ها توسط استعداد یاب آن دوران بسکتبال یعنی تام لابین(به انگلیسی: Tom Lubin) درسال۱۹۷۷ کشف شد. تام لوبین پروفسور شیمی بود و در کنار این شغل آنالیزور و کمک مربی تیم کیپرس جونیور(به انگلیسی: Cypress Junior) نیز بود. شجاعت مارک و تشویق‌های تام پای مارک را به سالن بسکتبال کالج سایپرس باز نمود. بعد از دو سال بازی کردن و رکورد ۱۴٫۳ امتیاز درهر بازی توسط تیم فینیکس سانز در درفت سال ۱۹۷۹ در برداشت ۱۰ ام دور۵ به ان سی ای ای(به انگلیسی: ncaa) راه یافت. با آغاز فصل ۱۹۸۰ به تیم Universityof California, Los Angelesیابه اختصار(UCLA) انتقال یافت ولی کار زیادی برای انجام دادن در تیم نداشت و درفصل دوم حضورش درلیگ در ۴۲ بازی به میدان رفت و میانگین ۱٫۳ امتیاز و ۲٫۰ ریباند در یازده بازی آمار وی را بسیار بد جلوه می‌داد.
ویلت چمبرلین افسانه‌ای سنتر غول آسای دوران قدیم لیکرز بعد از بازنشستگی خود مارک اییتون را زیر بال و پر خود گرفت زیرا که مارک کاملاً از بسکتبال ناامید شده بود.ویلت چمبرلین به او یک نکتهٔ مهم را د رتمریناتی که باهم داشتند آموخت و آن این بود که وی می‌بایست از توپ و حلقه محافظت کند و ریباند کرده و توپ را به سریعترین بازیکنان برساند. مارک اییتون نیز این کلید موفقیت را به کاربست.

## زندگی حرفه‌ای
بعدازاتمام کالج، تیم‌های اندکی از جمله یوتا جـاز علاقه‌مند به جذب وی شدند و در ۷۲ امین برداشت از دور ۴ ام درفت ۱۹۸۲ به ان بی ای راه یافت. وی کار خود را زیرنظر مربی اش فرانک لیدن(به انگلیسی: Frank Layden) آغازنمود. مربی ای که بعدها بخاطر این انتخابش و به خدمت گرفتن مارک از وی سؤال شده بود در جواب گفته بود که " نمی‌توان چیزی به ارتفاع آموخت"منظور قد بلندمارک بود.
دراولین سال مارک وی با سنتر شماره یک تیم DannySchayes درمیدان تعویض شد و بازیکن استارتر تیم گشت و رکورد ۲۷۵ بلاک شاتدر طی ۸۱ بازی اولین رکورد وی بشمار می‌رفت. وی در لیگ ان بی ای با ۳٫۴۰بلاک در هربازی بعد از بازیکنان تیم آتلانتا هاوکس یعنی وین رولینز(به انگلیسی: Wayne"Tree" Rollins) و بازیکن تیم سندییگو یعنی بیل والتون در تاریخ ان بی ای سومین نفر است.
وی در دومین سالش درتیم با ۵۹۵ ریباند در ۸۲ بازی و ۳۵۱ بلاک شات -شکستن رکورد قبلی خود- باردیگر خط و نشانی برای تمامی بازیکنان لیگ کشید. در آن سال ۴٫۲۸ ریباند آمار خیره کنندهٔ وی بود. دفاع استثنائی مایک باعث شد تیم یوتا جاز در اولین پلی آفس حضور یابد.
درسال۱۹۸۵-۸۵ با ثبت رکورد ۴۵۶ بلاک شات در یک فصل برای سومین بار رکورد بلاک شات تاریخ را جابجا کرد. آن فصل ۵٫۶ بلاک درهر بازی باعث شده بود که بالاتر از (۲٫۶بلاک)Hakeem Olajuwon قرار گیرد. وی همچنین با ۱۱٫۳ ریباند درهربازی در لیگ ۵امیننفر لقب گرفت. تیم یوتا جاز با ۳ مهرهٔ اصلی اش یعنی جان استوکتن(به انگلیسی: John Stockton) کار مالون (به انگلیسی: Karl Malone) و مارک اییتون به یکی از بهترین تیم‌های لیگ بدل شده بود. اگر چه بسیاری از موفقیت‌هایش را در فاکتور دفاع بدست می‌آورد.
درسال۱۹۸۹ نیز به تیم آل استار پیوست و به همراه کار مالون و جان استوکتن۳جزء بازیکن از یک تیم در کنفرانس غرب بود.
درسال‌های آخر بازی اش در یوتا جاز به دلیل آسیب دیدگی‌های زانو و رباط‌های متصل به آن آماردفاعی و هجومی اش فروکش کرد بطوریکه در پایان فصل ۱۹۹۲-۹۳ در ۶۴ بازی که به میدان رفت تنها ۱۷٫۳ دقیقه (میانگین) بازی کرد.

## میراث
تمامی سابقهٔ بسکتبالی اش درتیم یوتا جاز بوده‌است..
در۸۷۵بازی توانست ۵٬۲۱۶ امتیاز کسب نماید. ۶٬۹۳۹ ریباند بدست آورد و ۳٬۰۶۴ بلاکشات از آن خویش نماید.
درهنگام بازنشستگی در لیگ دومین فرد برتر از نظر بلاک شات لقب گرفته‌است که این رکورد تاکنون پابرجاست.(نفراول کریم عبدالجبار می‌باشد که ۳٬۱۸۹ بلاک شات در کارنامه دارد.
البته بدیهی است کریم عبدالجبار هزارو ۵۶۰ بازی در رزومه دارد ولی مارک اییتون ۸۷۵ تا.
مارک هم‌اکنون نیز با ۳٫۵۰ ریباند در ه ربازی بهترین میانگین را در هربازی دارد.
درسال۱۹۹۵-۹۶ بود که به افتخار مارک اییتون شمارهٔ ۵۶ این بازیکن توسط یوتا جاز بازنشسته اعلام گشت.
وی مدتی ریاست کمیته بازیکنان بازنشستهٔ بسکتبال را برعهده داشت.